# Lybiidae
Lybiidae là một họ chim trong bộ Piciformes.

## Phân loại học

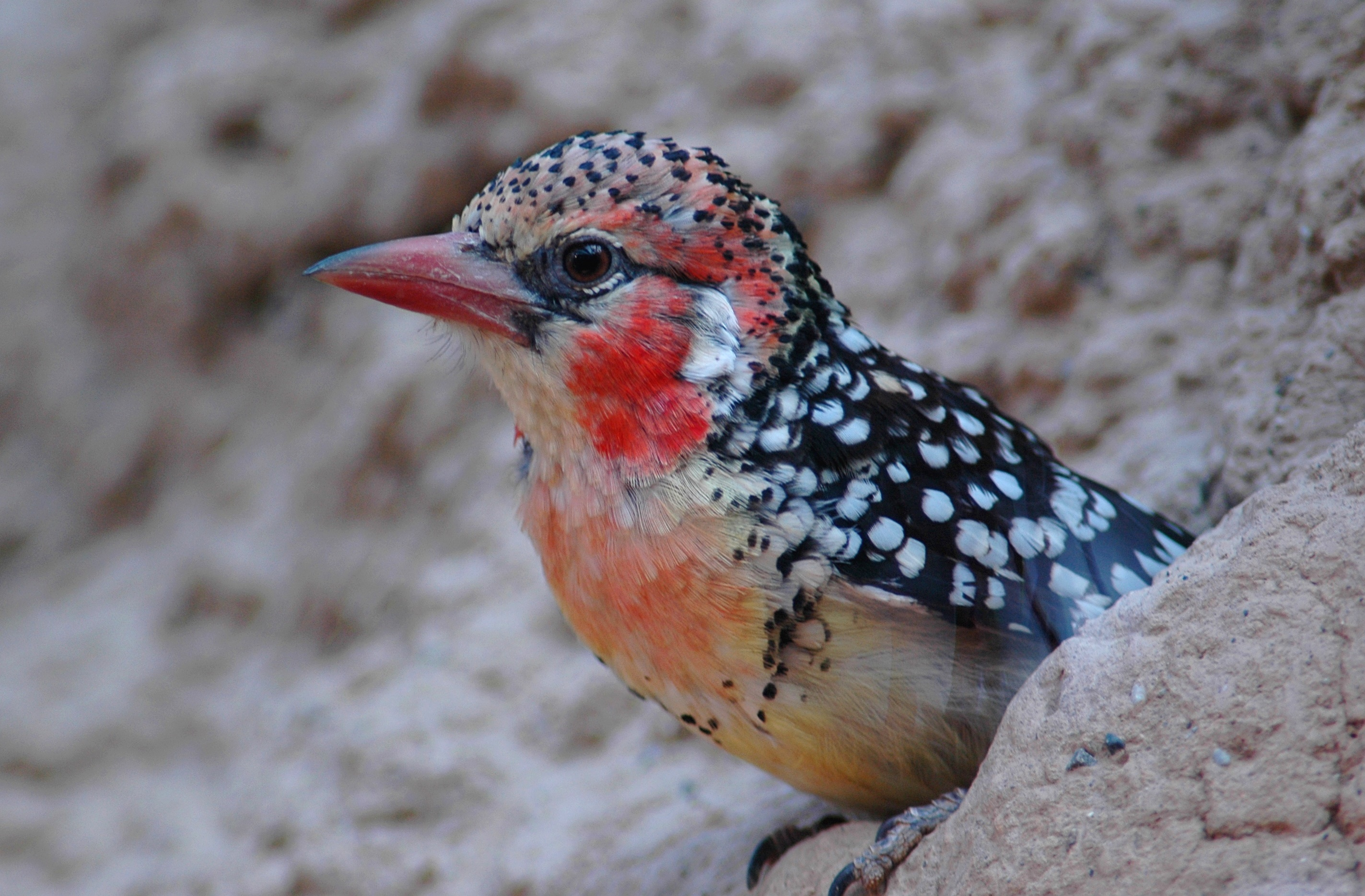
Trachyphonus erythrocephalus

Phân họ Lybiinae
- Chi Gymnobucco (4 loài)
- Chi Stactolaema (4 loài)
- Chi Pogoniulus (9 loài)
- Chi Buccanodon
- Chi Tricholaema (6 loài)
- Chi Lybius (12 species)

Phân họ Trachyphoninae
- Chi Trachyphonus (6 loài)